# Sobô
Sobô (em iorubá: Sogbo) é um vodum da panteão do Trovão Quevioço. Seu nome significa "Grande Raio". É o chefe da Heviossô no Brasil, é pai de Badé, Averequete e Aklongbé. Segundo as tradições do Jeje-Maí, seria filho de Possum, a pantera. 
O título Sobô Adã significa "corajoso Sobô".
Segundo Ellis, é pai do Vodum Badé.
No Tambor de Mina do Maranhão, Sobô é chamado de Sobô Babadi e é feminino, e por isso é costume dirigir-se a essa divindade chamado-a de Nochê Sobô Babadi. Nesse culto, Sobô ou Nochê Sobô Babadi é uma divindade representada por uma mulher velha que é uma mãe bravia, corajosa e guerreira. Nochê Sobô Babadi é apresentada como a mãe de Badé (chamado de Toi Badé Nenem Quevioço) ou como a irmã mais velha dele que o criou. Nochê Sobô Babadi veste branco, azul claro e vermelho em alguns detalhes. Sincretiza-se com Santa Bárbara e na Encantaria é conhecida como Rainha Maria Bárbara Soeira ou como Dona Maria Bárbara Soeira.